# جائزة ألمانيا الكبرى 1977
جائزة ألمانيا الكبرى 1977 هو سباق فورمولا 1 أقيم بتاريخ 31 يوليو 1977 في حلبة هوكنهايم. كان الحادي عشر من أصل 17 في بطولة العالم لسباقات الفورمولا واحد موسم 1977. حلّ النمساوي نيكي لاودا أولا بينما جاء الجنوب أفريقي جودي شيكتر في المركز الثاني وحصل على المركز الثالث الألماني هانز يواكيم ستاك.